# Rama Cont
Rama Cont, né à Téhéran le 30 juin 1972, est un professeur iranien de mathématiques titulaire de la chaire de  finance mathématique à l'université d'Oxford,.
Il est connu pour ses contributions à la théorie des probabilités, à l'analyse stochastique et à la modélisation mathématique en finance, en particulier aux modèles mathématiques du risque systémique. Il a reçu le prix Louis-Bachelier de l'Académie des sciences en 2010 et prix Apex de le Royal Society pour l'excellence en recherche interdisciplinaire en 2017.

## Biographie
Né à Téhéran (Iran), Rama Cont fait ses études secondaires et supérieures en France. Après des études à l'École polytechnique et l'École normale supérieure, il soutient une thèse de doctorat portant sur l'application des processus de Lévy à la modélisation des risques financiers.

### Carrière
Cont a commencé sa carrière au Centre national de la recherche scientifique comme chercheur en mathématiques appliquées à l'École polytechnique en 1998. Il a occupé des postes académiques à l'École polytechnique, à l'université Columbia, à Sorbonne Université et à l'Imperial College de Londres. Titulaire de la chaire de mathématiques financières à l'Imperial College de Londres de 2012 à 2018, il est nommé professeur à l'Institut mathématique d'Oxford en 2018,.
Cont a servi de conseiller auprès des banques centrales et des organismes de réglementation internationaux tels que la Banque centrale européenne, le Fonds monétaire international et la Banque des règlements internationaux sur les tests de résistance bancaire et la modélisation du risque systémique. Ses travaux sur les modèles de réseau, la stabilité financière et les chambres de compensation ont influencé les banques centrales et les régulateurs, et il a fait de nombreuses interventions dans les médias,,, sur des questions liées aux risques financiers et la réglementation financière.

## Travaux de recherche
Les travaux de recherche de Cont portent sur la théorie des probabilités, l'analyse stochastique et la modélisation mathématique en finance.

## Travaux mathématiques
Ses travaux mathématiques portent sur les méthodes trajectorielles en analyse stochastique et le calcul d'Itō fonctionnel. Dans ses travaux avec David-Antoine Fournié, il élucide le lien entre le calcul d'Itō fonctionnel et le calcul de Malliavin et dérive une formule de représentation de martingale, forme non-anticipative de la formule de Clark-Ocone.
Inspiré par le "Calcul d'Ito sans probabilités" de Hans Föllmer, Cont a développé avec A. Ananova un calcul trajectoriel (non-probabiliste) d'abord pour les fonctions et processus à  variation quadratique finie puis, avec Perkowski, dans le cas plus general de processus à  variation d'ordre p>2. En particulier Cont et Perkowski ont découvert une "formule d'Ito d'ordre élevé".

## Travaux en finance
Les travaux de Cont en finance portent sur la modélisation des risques financiers extrêmes, les discontinuités de marché, le risque de liquidité, le stress testing et le risque systémique, notamment l'étude de la stabilité du système bancaire avec des modèles de réseaux
et les chambres de compensation. Il a proposé notamment, avec Kotlicki et Valderama, une nouvelle approche pour le stress testing de liquidité et solvabilité des banques, qui a été par la suite adoptée par le FMI.
Avec Stoikov et Talreja, il propose en 2010 une nouvelle approche pour modéliser la dynamique des carnets d'ordre électroniques comme systèmes de files d'attente, une direction de recherche qui s'est révélée féconde par la suite.

## Prix et distinctions
Cont a reçu le prix Louis-Bachelier de l'Académie des sciences en 2010 pour ses travaux sur la modélisation mathématique des marchés financiers. Il a été élu Fellow de la Society for Industrial and Applied Mathematics (SIAM) en 2017 pour « contributions à l'analyse stochastique et à la finance mathématique ». Il a reçu en 2017 le prix d'excellence en recherche interdisciplinaire (APEX) de la Royal Society pour ses recherches sur la modélisation mathématique du risque systémique.

## Publications
- Anna Ananova et Rama Cont, « Pathwise integration with respect to paths of finite quadratic variation », Journal de Mathématiques Pures et Appliquées, vol. 107, no 6,‎ 2017, p. 737-757 (DOI 10.1016/j.matpur.2016.10.004).
- Rama Cont et David-Antoine Fournie, « Functional Ito calculus and stochastic integral representation of martingales », The Annals of Probability, vol. 41, no 1,‎ 2013, p. 109–133 (DOI 10.1214/11-AOP721).
- Rama Cont, Amal Moussa et Edson Bastos Santos, Handbook of Systemic Risk, Cambridge University Press, 2013 (ISBN 9781107023437, DOI 10.1017/CBO9781139151184.018, CiteSeerx 10.1.1.637.587, lire en ligne [archive du 1er août 2013]), « Network structure and systemic risk in banking systems ».
- Rama Cont et Nicholas Perkowski, « Pathwise integration and change of variable formulas for continuous paths with arbitrary regularity », Transactions of the American Mathematical Society, vol. 6,‎ 2019, p. 161-186 (DOI 10.1090/btran/34).
- Vlad Bally, Lucia Caramellino et Rama Cont, Stochastic integration by parts and Functional Ito calculus, Springer, 2016 (ISBN 9783319271286, DOI 10.1007/978-3-319-27128-6, lire en ligne).
- Rama Cont et Adrien De Larrard, « Price Dynamics in a Markovian Limit Order Market », SIAM Journal on Financial Mathematics, vol. 4, no 1,‎ 2013, p. 1–25 (DOI 10.1137/110856605, arXiv 1104.4596).
- Rama Cont, Romain Deguest et Giacomo Giacomo, « Robustness and Sensitivity Analysis of Risk Measurement Procedures », Quantitative Finance, vol. 10, no 6,‎ 2010, p. 593–606 (DOI 10.1080/14697681003685597, S2CID 158678050, lire en ligne)
- Rama Cont, Sasha Stoikov et Rishi Talreja, « A Stochastic Model for Order Book Dynamics », Operations Research, vol. 58, no 3,‎ 2010 (DOI 10.1287/opre.1090.0780, lire en ligne)
- Rama Cont et Peter Tankov, Financial Modelling with Jump Processes, CRC Press, 2004 (ISBN 9781584884132, lire en ligne).